# 赵至
赵至（250年代?－280年代），字景真，西晋代郡人。又名赵浚，字允元。

## 生平简介
赵至的先人因遭遇乱世，而沦为士伍。赵至出身微贱，然而从小就立志要勤学以求显达，荣养双亲，使他们远离劳作之苦。
十四岁的时候，赵至游历洛阳太学，正巧遇见嵇康在太学抄写石经，他在旁徘徊观察了很久，上前询问对方的姓名。嵇康认为他很特别就告诉了他。他多次曾装疯逃走求学，被家人追回。他偷偷跑到山阳去找嵇康未果。十六岁的时候，转到邺城，依附于沛国史仲和，改名赵翼，字阳和。偶遇了到邺城去的嵇康，便跟随嵇康回了山阳，改名为赵浚，字允元。因为与嵇康的侄子嵇蕃年龄相近，关系十分要好。赵至身长七尺四寸，擅于辩论，嵇康常称赞他：“卿头小而锐，童子白黑分明，有白起之风矣。”
嵇康死后，他受到魏兴太守张嗣宗的优遇，并跟随张嗣宗到江夏做官，意欲趁机到吴国去。恰巧张嗣宗在这时死了，他便只能到辽西去占户。临别时他作了《与嵇生书》与嵇蕃诉说自己的志向。（此文作者有争议，见吕安）
后来作为辽西郡的郡计吏回到洛阳时，与父亲相遇了。这时他的母亲已经去世了，然而父亲希望他能专心做官，出人头地，不但没有告诉他，还劝他不要回来专心工作。
赵至在辽西以断狱精审见称，幽州三次征辟其为部从事。太康年间，他因为举良吏回到洛阳，才知道母亲已经死了。想到自己不能完成当初荣养双亲的志向，他悲痛得号泣痛哭，最后吐血而亡，时年三十七岁。

## 延伸阅读
[在维基数据编辑]
 《晉書/卷092》，出自房玄齡《晉書》